# Eurya ryozoana
 (juillet 2024).
Espèce
Classification APG III (2009)
Espèce
Statut de conservation UICN

 CR B1ab(iii)+2ab(iii) : 
En danger critique
Synonymes
- Eurya kanehirae Kobuski

Eurya ryozoana est une espèce de plantes à feuilles persistantes de la famille des Pentaphylacaceae. Elle est native de Papouasie-Nouvelle-Guinée.

## Taxonomie
Tandis que certaines organisations telles que Catalog of Life et le GBIF considèrent l'espèce Eurya ryozona comme un synonyme d'Eurya osimensis,, d'autres sources telles que l'UICN, l'IPNI et le WCSP considèrent l'espèce comme un taxon valide,,.

## Description
Les feuilles d'Eurya ryozoana semblent coriaces et sont émoussées sur leurs bords. La plante pousse dans différentes nuances de vert et devient rouge à bronze en hiver. Les très petites fleurs sont blanches et ont une légère forme de cloche en raison des pétales qui se chevauchent. Les fleurs reposent sur de courtes tiges à l’aisselle des feuilles et sont dioïques.

### Fruit
L'espèce développe de petites baies noires comme fruits.

### Croissance
Les plantes poussent comme des arbustes ou de petits arbres.

## Distribution et habitat

### Distribution
L'espèce est endémique d'une zone de 4 km² en Papouasie-Nouvelle-Guinée, proche de la mine d'Ok Tedi, à quelques kilomètres à l'Est de sa frontière avec l'Indonésie.

### Habitat
L'espèce vit dans une région montagneuse, entre 1800 et 2100 m d'altitude.

## Menaces et extinction
L'espèce est victime de l'activité minière ayant lieu dans les mines d'Ok Tedi, à 5 km de l'unique point d'enregistrement de l'espèce. La dernière identification de l'espèce ayant eu lieu en 1969, l'espèce pourrait avoir disparu de la nature,.